# Púdža

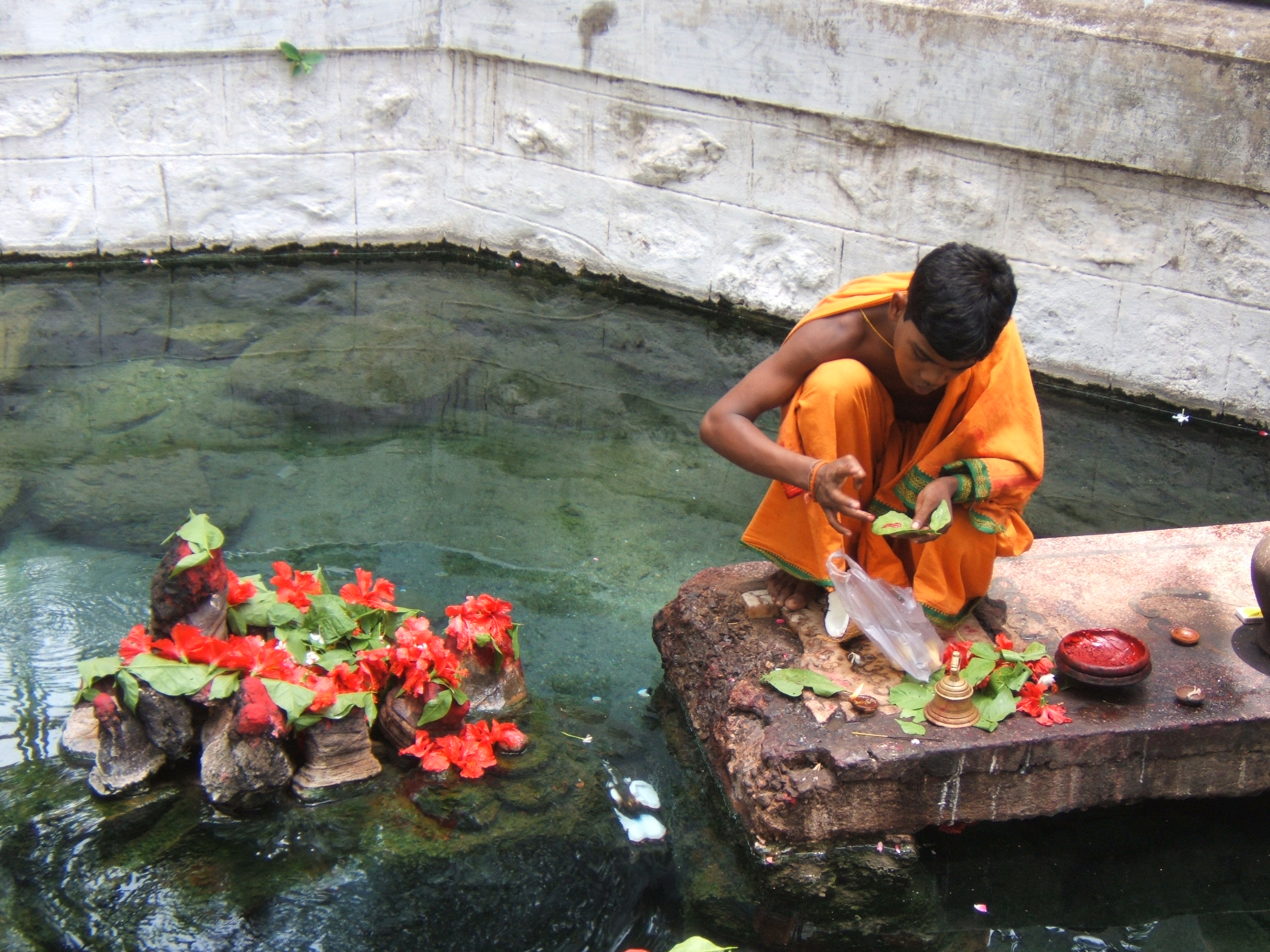
Mladý bráhman provádějící púdžu (2007, Urísa)

Púdža (dévanágarí पूजा, transliterováno jako pūjā, díky čemuž se lze setkat i s přepisem púdžá) je každodenní obřad uctívání, který bývá praktikován v hinduismu. Vykonavatel takového obřadu se nazývá púdžárí. Pojem púdža se vyskytuje i v buddhismu, kde označuje širokou škálu různorodých obřadů spojených s recitací manter, různých textů, přinášením obětin atp.

## Hinduismus

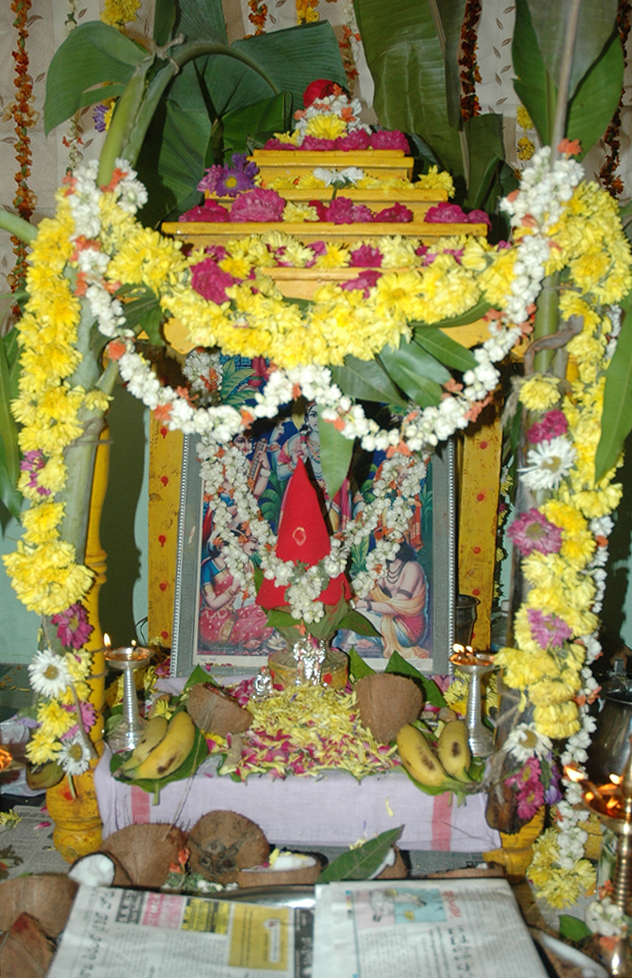
Malá domácí svatyně věnovaná Višnuovi; je pokryta květinami a listy banánovníku, dalšími obětinami jsou kokosy a banány a hořící olejové lampy

### Domácí púdža
Většina domácností, kde je převažujícím náboženstvím některá z forem hinduismu, vlastní malý domácí oltář s fotografiemi či múrti různých božstev. Denní púdžu většinou provádí hlava rodiny. Základem takové púdži přitom je přinášení velmi různorodých, většinou menších obětí jako je ovoce, vykuřovadla (klasicky vonné tyčinky) nebo listy květin, k uctění božstev, zemřelých předků či případně hostů rodiny.

### Chrámová púdža
Chrámové púdži jsou oproti domácím púdžám propracovanější a většinou jsou vykonávány několikrát za den. Jejich vykonavatelem je náboženský profesionál, Bráhman. Vzhledem k tomu, že hinduistické chrámy bývají zasvěceny různým božstvům, jsou i chrámové púdži přizpůsobovány „potřebám“ konkrétních bohů. Díky rozmanitosti hinduistických tradic se chrámové púdži v rámci jedné tradice mohou velmi lišit s narůstající geografickou vzdáleností.

## Buddhismus
Pudžou se v buddhistické kultuře v klášterech zahajuje den. Mnichové se sejdou, společně zpívají mantry a meditují. Součástí obřadu je i společná snídaně, která je podávána i přihlížejícím. Koná se pak několikrát denně, jejího vedení se ujímají nejdůležitější duchovní, například Dalajláma. 